# Phyllomedusa perinesos
Phyllomedusa perinesos är en groddjursart som beskrevs av William Edward Duellman 1973. Phyllomedusa perinesos ingår i släktet Phyllomedusa och familjen lövgrodor. IUCN kategoriserar arten globalt som otillräckligt studerad. Inga underarter finns listade i Catalogue of Life.